# Świeszewo (gmina Pokrzywnica)
Świeszewo – wieś w Polsce położona w województwie mazowieckim, w powiecie pułtuskim, w gminie Pokrzywnica. Ma status sołectwa.
W latach 1975–1998 miejscowość należała administracyjnie do województwa ciechanowskiego.